# Statin
Statini ali zaviralci HMG CoA-reduktaze so skupina učinovin, ki zavirajo sintezo holesterola. Predstavnika sta na primer simvastatin in lovastatin.
Statini učinkovito znižujejo vrednost lipoproteinov majhne gostote (LDL) v krvi. LDL so prenašalci holesterola in imajo po lipidni hipotezi pomembno vlogo pri nastanku ateroskleroze in koronarne srčne bolezni. Statini se porabljajo kot primarna preventiva pri ljudeh z visokim tveganjem za srčno-žilne bolezni ter kot sekundarna preventiva pri bolnikih, ki srčno-žilno bolezen že imajo.
Neželeni učinki vključujejo bolečine v mišicah, povečano tveganje za sladkorno bolezen ter nenormalne ravni jetrnih encimov v krvi. Redko lahko pride tudi do hudega neželenega učinka v obliki mišičnih poškodb.
Statini zavirajo  encim HMG CoA-reduktazo, ki ima osrednjo vlogo v sintezi holesterola.
Danes je na tržišču veliko različnih statinov, na primer atorvastatin, fluvastatin, lovastatin, pitavastatin, pravastatin, rosuvastatin in simvastatin. Prve statine so pridobivali tako, da so jih izolirali iz gliv, nato so jih izdelovali polsintezno, današnji statini na tržišču pa so povsem sintezni.

## Mehanizem delovanja
Statini z zaviranjem encima HMG-CoA-reduktaze zmanjšajo endogeno sintezo holesterola. S HMG-CoA (3-hidroksi-3- metilglutarilkoencimom-A) tekmujejo za vezavo na aktivno mesto encima in po reverzibilni vezavi spremenijo konformacijsko strukturo encima. Sinteza hoelsterola v organizmu namreč poteka iz acetilkoencima-A. Korak, ki določa hitrost biokemijske reakcije sinteze holesterola, je reakcija HMG-CoA reduktaze, ki je tarča statinov in ki katalizira reakcijo HMG-CoA do mevalonata. Jetrne celice kompenzirajo zaradi delovanja statinov zmanjšano endogeno sintezo holesterola s povečanim izražanjem receptorjev za lipoproteine majhne gostote (LDL) in tako vzdržujejo ravnotežno znotrajcelično koncentracijo holesterola. Posledično se poveča privzem plazemskih LDL, ki so glavni prenašalci zunajceličnega holesterola, kar vodi v znižanje plazemskih vrednosti holesterola.  Statini prav tako povzročijo povišanje plazemskih vrednosti lipoproteinov velike gostote (HDL).
Novejši izsledki pa kažejo tudi na druge mehanizme delovanja statinov, poleg zniževanja ravni holesterola in LDL v krvi. Zaradi preprečvanja nastanka mevalonata in posledično kasnejših intermediatov izoprenoidov in drugih molekul onemogočajo statini aktivacijo majhnih beljakovin G ter izkazujejo učinke, ki vodijo do zmanjšanja količine vnetnih molekul, povečane sinteze dušikovega oksida (NO), zaviranja migracije in deljenja gladkomišičnih celic ter zaviranja nastanka reaktivnih kisikovih spojin.
Statini preko vseh omenjenih učinkov zavirajo razvoj ateroskleroze, ki se kaže v zaščitnem delovanju na srčno-žilni sistem, osrednje živčevje, ledvice in številne druge organe.

## Neželeni učinki
Statini veljajo za varna zdravila. Vendar jih prejema veliko število bolnikov, zdravljenje pa je dolgotrajno, zato lahko tudi neželeni učinki, ki se pojavijo v majhnem odstotku, prizadenejo veliko absolutno število bolnikov. Neželeni učinki so praviloma blagi, vzročno povezavo s statini pa je pogosto težko dokazati. Najpogostejše so mišične težave (bolečine, šibkost, okorelost), redkeje se pojavijo povišanje jetrnih encimov, sladkorna bolezen tipa 2 pri ogroženih bolnikov in prehodne kognitivne motnje.

### Mišične težave
Mišične težave so najpogosteje poročani neželeni učinki statinov. Ocene o pogostosti se razlikujejo med raziskavami; randomizirane klinične raziskave poročajo o pojavljanju pri okoli 1 % bolnikov, opazovalne raziskave pa okoli 10 % bolnikov.  Mehanizem nastanka poškodb mišičnih celic s statini ni povsem pojasnjen. Po različnih teorijah je povezan z znižano  količino ubikinona, povišanjem ravni sterolov ali povečanim nastajanje atrogina-1 v mišičnih celicah. Mišične težave, povezane z jemanjem statinov, bolniki po navadi poročajo kot proksimalno, simetrično mišično slabost in bolečino. Opisujejo lahko tudi mišično občutljivost ter oteženo funkcioniranje (težave pri dvigovanju rok na glavo, ob vstajanju s stola ali ob vzpenjanju po stopnicah). Mišične težave pogosto spremljata izčrpanost in utrujenost. Pacienti lahko navajajo tudi krče v mišicah ter bolečine v kitah. Izjemno redek, a hud zaplet, ki ga lahko povzročijo statini, je rabdomioliza, pri kateri je močno povišana stopnja aktivnosti kreatin-kinaze, pridružena je tudi okvara ledvic, lahko pa tudi drugih organov.

## Predstavniki
Statini, ki so danes na tržišču, so bodisi pridobljeni s fermentacijo bodisi popolnoma sintetične spojine. Na tržišču so pod različnimi zaščitenimi imeni, ki se razlikujejo med državami; v preglednici so navedena le nekatera zaščitena imena.
| Statin       | Slika | Zaščiteno ime                                                                        | Izvor | Presnova                     |
| ------------ | ----- | ------------------------------------------------------------------------------------ | --- | ---------------------------- |
| Atorvastatin |       | Lipitor, Ator                                                                        | sintetičen | CYP3A4                       |
| Cerivastatin |       | Lipobay, Baycol (umaknjen s tržišča zaradi povečanega tveganja za hudo rabdomiolizo) | sintetičen | različne izoforme CYP3A      |
| Fluvastatin  |       | Lescol, Lescol XL                                                                    | sintetičen | CYP2C9                       |
| Lovastatin   |       | Mevacor, Altocor, Altoprev                                                           | učinkovina, pridobljena s fermentacijo; nahaja se tudi v naravi v glivah iz rodu ostrigarji in rdečem kvasnem rižu | CYP3A4                       |
| Mevastatin   |       | Compactin                                                                            | naravno prsotna spojina v rdečem kvasnem rižu                                                                      | CYP3A4                       |
| Pitavastatin |       | Livalo, Livazo, Pitava                                                               | sintetičen | CYP2C9 in CYP2C8 (minimalno) |
| Pravastatin  |       | Pravachol, Selektine, Lipostat                                                       | pridobljen s fermentacijo (fermentacijski product bakterije Nocardia autotrophica)                                 | se ne presnavlja s CYP       |
| Rosuvastatin |       | Crestor                                                                              | sintetičen | CYP2C9 in CYP2C19            |
| Simvastatin  |       | Zocor, Lipex                                                                         | pridobljen s fermentacijo (sintetičen derivat fermentacijskega produkta glive Aspergillus terreus)                 | CYP3A4                       |